# Raffaello Bonusi
Raffaello Bonusi (Gavardo, província de Brescia, 31 de gener de 1992) és un ciclista italià, actualment membre de l'equip Androni Giocattoli.

## Palmarès
- 2010
  - 1r al Trofeu Città di Ivrea
- 2015
  - 1r a la Coppa Messapica
- 2016
  - 1r a la Volta a la Xina I i vencedor d'una etapa
  - 1r a la Freccia dei Vini
- 2017
  - Vencedor d'una etapa a la Volta al Táchira